# Christine Cicot
Christine Cicot (* 10. September 1964 in Libourne) ist eine ehemalige französische Judoka. Sie gewann eine olympische Bronzemedaille und war Welt- und Europameisterin.

## Sportliche Karriere
Die 1,75 m große Judoka trat bis 1986 meist im Halbschwergewicht an. Bei den Europameisterschaften 1984 in Pirmasens erreichte sie das Finale und gewann Silber hinter der Deutschen Barbara Claßen. Zwei Jahre später bei den Europameisterschaften in London erkämpfte sie eine Bronzemedaille in der offenen Klasse. Nach dem dritten Platz bei den französischen Landesmeisterschaften 1987 wechselte Christine Cicot ins Schwergewicht, wo sie national mit Nathalie Lupino eine fast gleichaltrige Konkurrentin hatte.
Bei den Europameisterschaften 1989 belegte Cicot den siebten Platz in der offenen Klasse, im Schwergewicht erkämpfte Lupino Bronze. 1990 siegte Cicot im Schwergewicht, während Lupino Silber in der offenen Klasse gewann. 1991 wurde Cicot im Schwergewicht Fünfte bei den Europameisterschaften und Siebte bei den Weltmeisterschaften. 1994 erreichte Cicot bei den Europameisterschaften das Finale in der offenen Klasse und gewann Silber hinter der Niederländerin Monique van der Lee. 1995 gewann Cicot Silber im Schwergewicht hinter der Russin Swetlana Gundarenko. Bei den Olympischen Spielen 1996 unterlag Cicot bereits im Achtelfinale der Polin Beata Maksymow, kämpfte sich aber mit drei Siegen in der Hoffnungsrunde zur Bronzemedaille durch. Bei den Weltmeisterschaften 1997 in Paris gewann Cicot im Finale gegen die Japanerin Miho Ninomiya und war Weltmeisterin. 1998 verlor sie bei den Europameisterschaften nur gegen Gundarenko und erhielt eine Bronzemedaille. Bei den Weltmeisterschaften 1999 belegte sie den fünften Platz. 2000 gewann die Französin noch einmal Bronze bei den Europameisterschaften. Bei den Olympischen Spielen 2000 belegte sie zum Abschluss ihrer Karriere den fünften Platz.

## Französische Meistertitel
- Halbschwergewicht: 1984
- Schwergewicht: 1989, 1991, 1991, 1993, 1993, 1994, 1995

1991 und 1993 wurden im Januar die Landesmeisterschaften für das Vorjahr nachgeholt.